# Cyriac Guilly
Pour les articles homonymes, voir Guilly.

a Compétitions nationales et continentales officielles uniquement.

b Matchs officiels uniquement.
Dernière mise à jour le 15 juin 2025.
Cyriac Guilly, né le 6 avril 2003, est un joueur français de rugby à XV. Il évolue au poste de troisième ligne aile.

## Biographie

### Jeunesse et formation
Cyriac Guilly commence la pratique du rugby à XV dès ses sept ans. Il joue en jeune avec l'Union sportive capbretonnaise puis avec le Capbreton Hossegor Rugby de 2010 à 2017,, puis rejoint l'US Tyrosse jusqu'en 2021,, avec qui il est champion de France cadets en 2019. Il signe ensuite un contrat espoir à partir de l'été 2021 pour l'ASM Clermont Auvergne et rejoint donc son centre de formation,, en même temps que ses amis Baptiste Jauneau et Léon Darricarrère avec qui ils faisaient partie du pôle espoirs de Bayonne,. 
Peu de temps après son arrivée au club, il est retenu par ce dernier, sous l'appellation ASM Clermont Auvergne Sevens, pour participer à la deuxième étape du Supersevens 2021 se tenant à Toulouse. Un an plus tard, il est de nouveau convoqué pour participer à la première étape du Supersevens 2022 se déroulant, cette fois-ci, à Perpignan.
Il évolue tout d'abord au poste de demi d'ouverture, avant d'être placé définitivement en troisième ligne.
En dehors du rugby, il aime jouer à la pelote basque et au Mus. Côté études, il souhaite faire un BTS Bâtiment ou Travaux Publics pour devenir chef de chantier.

### Début de carrière à l'ASM Clermont Auvergne (2023-2024)
En janvier 2023, alors qu'il joue en espoirs lors de la saison 2022-2023, il prend part à un match de Top 14, âgé de dix-neuf ans, pour le compte de la 14e journée, contre le Stade toulousain, il est titularisé à la suite de nombreuses blessures à son poste dans l'effectif professionnel,. L'ASM s'incline lourdement 32 à 13 au stade Marcel-Michelin mais Guilly réalise une performance convaincante, notamment en touche où il est très sollicité avec son rôle de capitaine de touche chez les espoirs, pour son premier match professionnel,. Mi-janvier, il est ensuite retenu dans un groupe élargi pour aller affronter les Stormers en Afrique du Sud, il ne dispute cependant pas la rencontre. 
Un mois plus tard, il est convoqué par l'équipe de France des moins de 20 ans pour disputer la troisième journée du Tournoi des Six Nations des moins de 20 ans 2023 où il est nommé sur le banc des remplaçants. Il fait son entrée en jeu à la place de Lenni Nouchi en seconde période et les Bleuets s'imposent largement 54 à 12 contre l'Écosse. Quelques semaines après, il est rappelé pour la quatrième journée contre l'Angleterre. Lors de ce match, il inscrit son premier essai avec la sélection des moins de 20 ans durant la large victoire 42 à 7 de son équipe à l'extérieur. La semaine suivante, il est de nouveau convoqué pour l'ultime journée face au pays de Galles, toutefois il n'est finalement pas retenu sur la feuille de match. Par la suite, alors qu'il est sélectionné dans un groupe élargi de cinquante-et-un joueurs pour préparer le Championnat du monde junior 2023, il ne fait pas partie de la sélection finale de trente joueurs.
Lors de la pré-saison 2023-2024, il est retenu avec le groupe professionnel pour le premier match de préparation contre l'USON Nevers. Toutefois, il passe le reste de la saison en équipe espoir, sans avoir été appelé dans l'effectif professionnel et il n'est finalement pas conservé par l'ASM Clermont à l'issue de la saison,.

### Retour dans les Landes puis départ dans l'Ain (depuis 2024)
De ce fait, il fait son retour dans les Landes et s'engage avec l'US Tyrosse en vue de la saison 2024-2025 de Fédérale 1. En mars 2025, après de bonnes performances en club, il est approché par Oyonnax Rugby, club de Pro D2, et signe un pré-contrat pour la saison 2025-2026. En fin de saison, l'US Tyrosse acquiert son accession en Nationale 2 après sa victoire en quart de finale aller-retour contre le Peyrehorade SR, avant d'être sacrée quelques semaines plus tard championne de France, avec sa victoire 28 à 25 face à l'Union Drancy Saint-Denis. Cyriac Guilly dispute un total de 24 matchs, dont 23 comme titulaire, et inscrit trois essais durant cet exercice.
Pour la saison 2025-2026, son transfert à Oyonnax Rugby, pour une durée de deux ans, est officialisé.

## Statistiques

### En club
| Saison             | Club                  | Championnat | Championnat | Championnat | Compétitions de l'EPCR | Compétitions de l'EPCR | Compétitions de l'EPCR |
| Saison             | Club                  | Compétition | Matchs      | Essais      | Compétition            | Matchs                 | Essais                 |
| ------------------ | --------------------- | ----------- | ----------- | ----------- | ---------------------- | ---------------------- | ---------------------- |
| 2022-2023          | ASM Clermont Auvergne | Top 14      | 1           | 0           | Champions Cup          | 0                      | 0                      |
| 2022-2023          | ASM Clermont Auvergne | Top 14      | 1           | 0           | Challenge Cup          | 0                      | 0                      |
| Total ASM Clermont | Total ASM Clermont    | Top 14      | 1           | 0           | Champions Cup          | 0                      | 0                      |
| Total ASM Clermont | Total ASM Clermont    | Top 14      | 1           | 0           | Challenge Cup          | 0                      | 0                      |
| 2024-2025          | US Tyrosse            | Fédérale 1  | 24          | 3           | -                      | -                      | -                      |
| Total US Tyrosse   | Total US Tyrosse      | Fédérale 1  | 24          | 3           | -                      | -                      | -                      |

### En équipe nationale
Cyriac Guilly dispute deux matchs avec l'équipe de France des moins de 20 ans, prenant part à une édition du Tournoi des Six Nations en 2023. Il inscrit cinq points, un essai.

## Palmarès
- Vainqueur du Championnat de France cadets en 2019 avec l'US Tyrosse.
- Vainqueur du Championnat de France de Fédérale 1 en 2025 avec l'US Tyrosse.